# Lindener Hafen-Schleuse

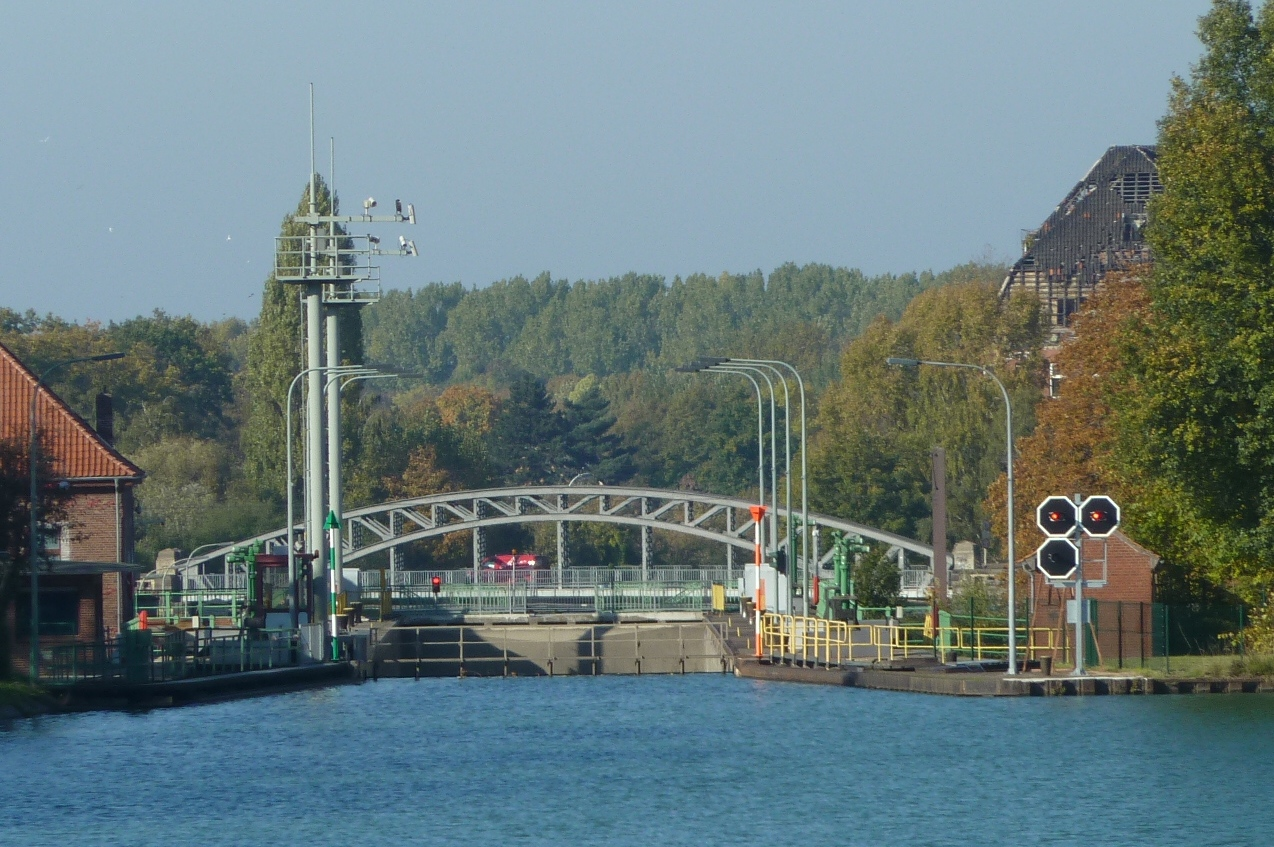
Blick mit Teleobjektiv von der Brücke am Eichenbrink zur „Hafenschleuse“ in Limmer; im Hintergrund rechts ein Gebäude der ehemaligen Hannoverschen Gummiwerke Excelsior, des späteren Continentalwerkes

Die Lindener Hafen-Schleuse in Hannover, auch Hafenschleuse Linden genannt, ist eine Anfang des 20. Jahrhunderts errichtete Schleuse zwischen dem Lindener Hafen und den zum Mittellandkanal oder über den Leineabstiegskanal zur Leine führenden Stichkanal Hannover-Linden. Das denkmalgeschützte Bauwerk findet sich im heute hannoverschen Stadtteil Limmer im Dreieck zwischen der Sichelstraße beim Limmerbrunnen und der Verlängerung der Harenberger Straße, die hier im Verlauf der alten Landstraße nach Harenberg 2003 den Namen Zum Schleusengrund erhielt.

## Geschichte und Beschreibung

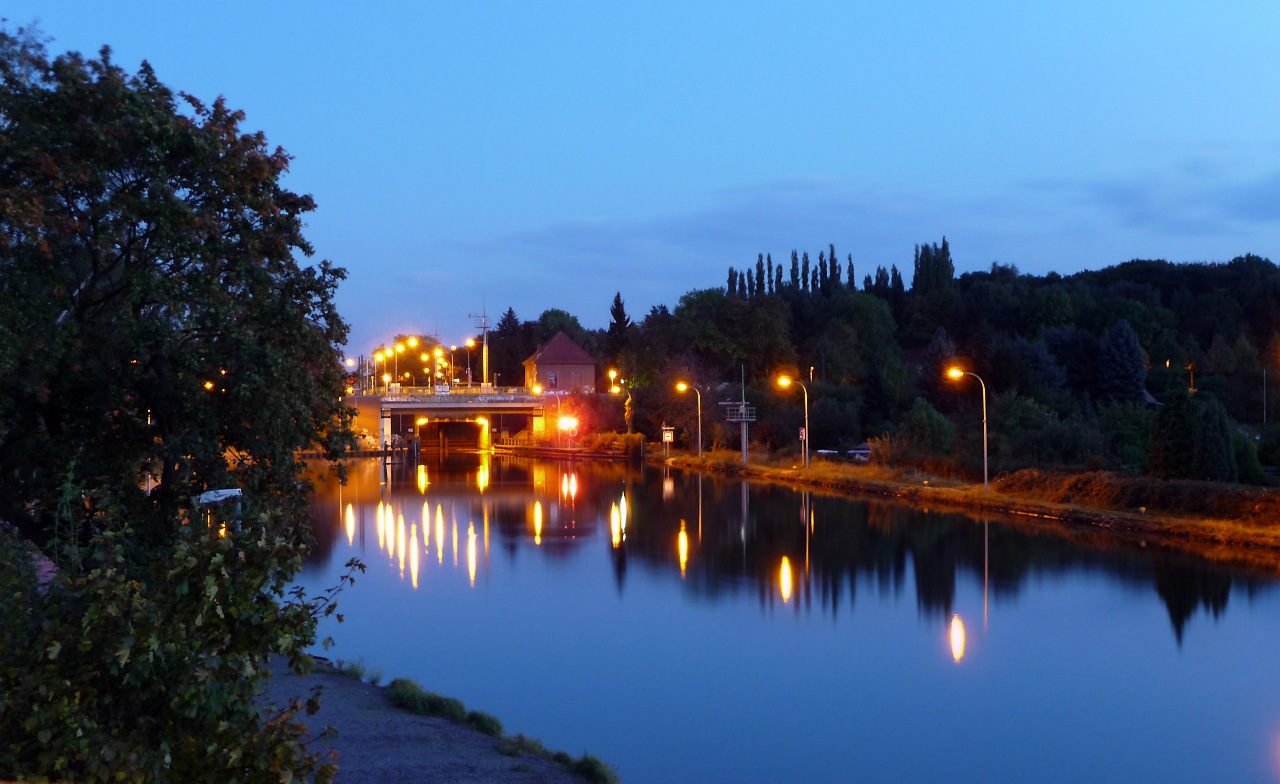
Abendstimmung an der Schleuse

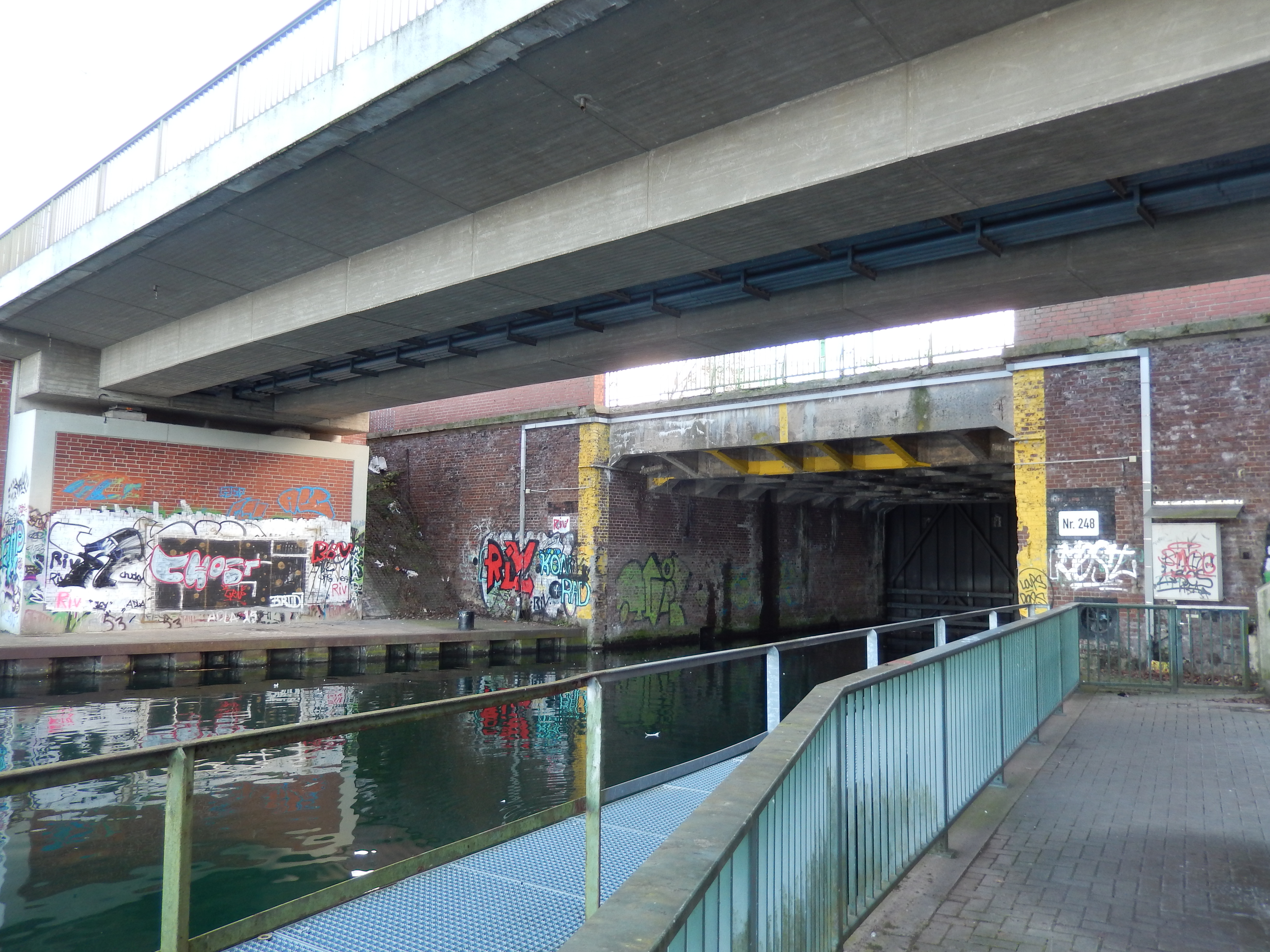
Unterwasser und Brücken der Stadtbahn (vorn) und Straße (direkt vor dem Tor)

Noch zur Zeit des Kaiserreichs Deutschland und mitten im Ersten Weltkrieg wurde die Lindener Hafen-Schleuse in den Jahren von 1916 bis 1917 errichtet, um den Niveau-Unterschied zwischen dem Stichkanal und dem 7,80 Meter höheren Becken des Lindener Hafens zu überwinden. Das Wasserstraßen- und Schifffahrtsamt Braunschweig gibt eine Bauzeit von 1914 bis 1917 und einen Niveau-Unterschied von 7,70 Meter an.
Die 85 m lange und 10 m breite Kammerschleuse war für die damals üblichen Schiffsmaße angelegt, die mit einer Länge von 67 m und einer Breite von 8,20 m für eine Abladetiefe von 1,75 m gebaut worden waren. Für moderne Großmotorgüterschiffe und Schubverbände ist die Lindener Hafen-Schleuse zu klein, so dass auch der Lindener Hafen von diesen Schiffstypen nicht angefahren werden kann. Europaschiffe (85 m Länge) können nur mit Sondergenehmigung geschleust werden.
Daher war ein Ausbau sowohl des Stichkanals als auch der Schleuse vorgesehen, der aber inzwischen als unwahrscheinlich gilt.